# Wilhelm Heinrich Odkolek von Augezd

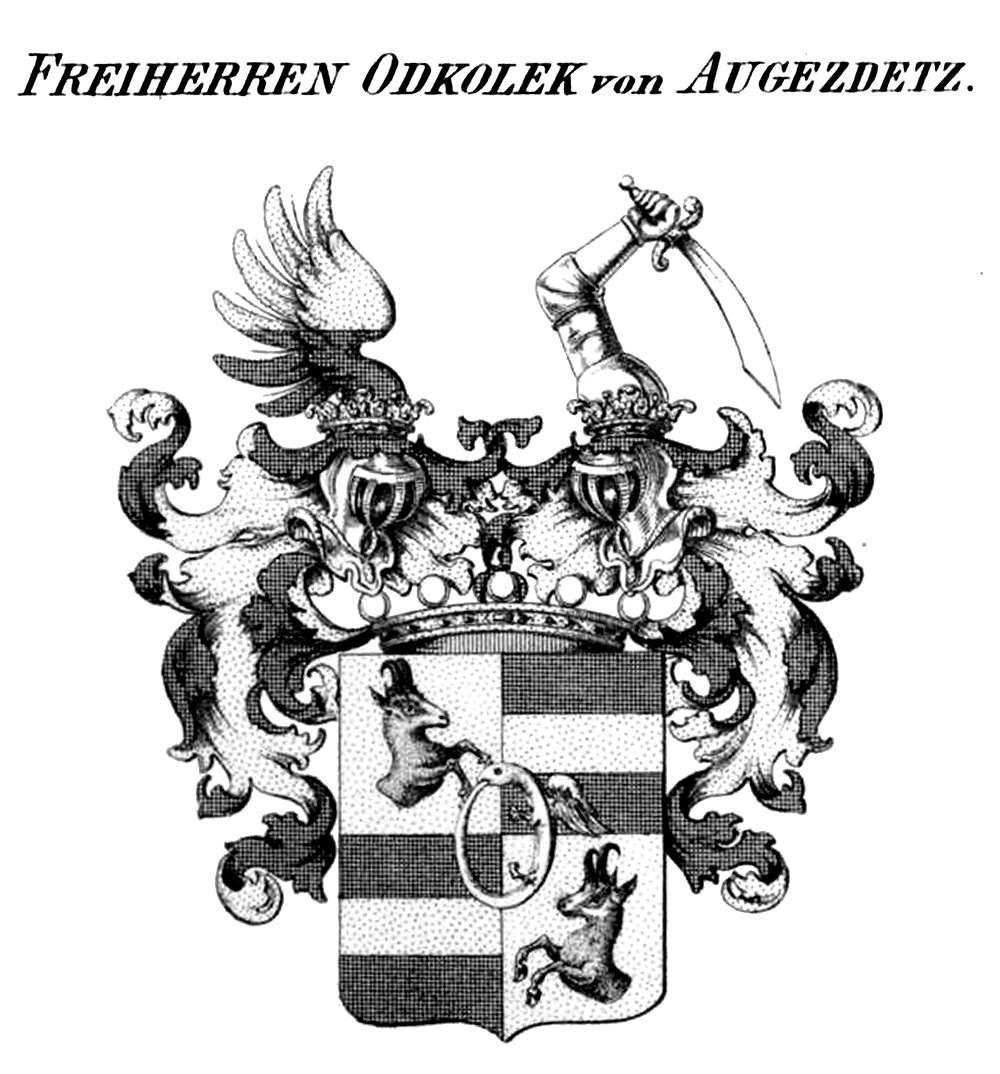
Wappen

Wilhelm Heinrich Odkolek von Augezd (tschechisch Vilém Jindřich Odkolek z Újezdce) (* um 1610; † 30. Dezember 1681 in Mschan) war ein böhmischer Adliger, Hofkammerrat sowie Kreis- und Oberhauptmann, der in den Freiherrenstand erhoben wurde. 

## Leben
Er stammte aus dem alten böhmischen Rittergeschlecht Odkolek von Augezd. Seine Eltern waren Wladislaw Odkolek von Augezd und dessen Ehefrau Salomena geb. Mnětická z Mnětic. Wilhelm Heinrich Odkolek, Herr auf Dub, Libzian, Dobrzenitz und Battelau war 1665 Beisitzer des böhmischen Kammerrechtes und 1673 des königlich-böhmischen Hof-, Lehen- und Kammerrechtes. Er diente als Kreishauptmann des Königgrätzer Kreises und Oberhauptmann aller Kammer-Herrschaften im Königreich Böhmen. Am 24. November 1668 erhielt er das mährische Inkolat. 1675 verkaufte er sein Gut Groß-Barchow. In Anbetracht seiner Verdienste, die er sich während des feindlichen Einfalls der Schweden in Böhmen erwarb, verlieh ihm Kaiser Leopold I. am 1. Februar 1680 in Prag den böhmischen Freiherrenstand. Des Weiteren wurde ihm die Wappenvereinigung seines Stammwappens mit dem seiner Großmutter einer geb. von Wartenberg genehmigt. Nach seinem Tod fiel das Gut Battelau an seine Söhne. Jaroslaw Odkolek von Augezd hatte 1690 den Anteil seines Bruders Rudolph Heinrich am Gut für 15.200 Gulden erworben, der es wiederum seinem Neffen Leopold Anton Odkolek von Augezd hinterließ. 1710 erscheint Leopold Anton als Besitzer und 1715 als zahlflüchtiger Schuldner, der wegen eines Arrestes verfolgt wurde.

## Familie
Wilhelm Heinrich Odkolek von Augezd heiratete Elisabeth Polyxenia Horňatecká z Dobročovic. Seine Söhne waren:
- Rudolph Heinrich, Besitzer der Güter Battelau und Dobrenitz
- Wilhelm, 1688 Kreishauptmann des Iglauer Kreises
- Jaroslaw, 1690 den Anteil seines Bruders am Gut Battelau erworben
- Leopold